# Theuville (ancienne commune)
Pour les articles homonymes, voir Theuville.
Theuville est une ancienne commune française située dans le département d'Eure-et-Loir en région Centre-Val de Loire.
Le 1er janvier 2016, elle fusionne avec sa voisine Pézy pour donner naissance à la commune nouvelle de Theuville.

## Géographie

### Situation
La commune de Theuville comprend plusieurs hameaux, Baigneaux, Houssay, Rosay au Val, Vovette et Nicorbin, ainsi que deux fermes isolées, Louasville et Ledeville.

Situation géographique
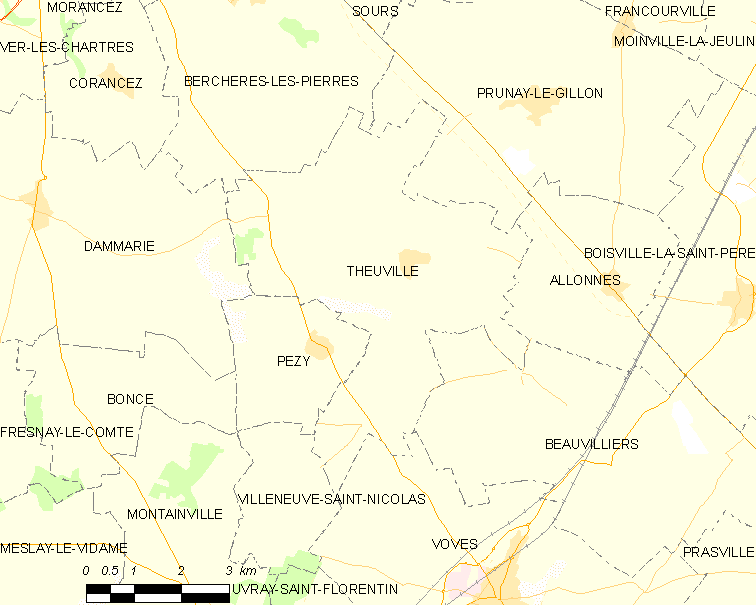
Carte de la commune de Theuville (2012).

### Communes limitrophes
| Berchères-les-Pierres         |           | Prunay-le-Gillon |
| Dammarie                      | Theuville | Allonnes         |
| Pézy Villeneuve-Saint-Nicolas | Voves     | Beauvilliers     |

## Toponymie
Le nom de la localité est attesté sous les formes Teodulfi villa au IXe siècle, Tovilla vers 1140, Tuvilla vers 1150, Toevilla en 1228, Teovilla en 1246.

## Histoire

### Ancien Régime
En mai 1537, Michel Bernard, prêtre, natif de Nicorbin, dota d'une chapelle le lieu de sa naissance, paroisse de Theuville.
Le hameau du Houssay serait le fief de la famille Mallier (originaire d'Orléans), dont était Claude (II) Mallier du Houssay (1600-1681), ambassadeur à Venise puis prêtre et évêque de Tarbes (1649-1668), son frère François, évêque de Troyes (1641-1678), et son fils cadet Marc, évêque de Tarbes après son père (en 1668-1675). Claude (III), le frère aîné de Marc, fut qualifié marquis du Houssay en 1678.

### Époque contemporaine

#### XXesiècle
Entre le 29 janvier 1939 et le 8 février, plus de 2 000 réfugiés espagnols fuyant l'effondrement de la république espagnole devant les troupes de Franco, arrivent en Eure-et-Loir. Devant l'insuffisance des structures d'accueil (le camp de Lucé et la prison de Châteaudun rouverte pour l’occasion), 53 villages sont mis à contribution, dont Theuville. Les réfugiés, essentiellement des femmes et des enfants (les hommes sont désarmés et retenus dans le sud de la France), sont soumis à une quarantaine stricte, vaccinés, le courrier est limité, le ravitaillement, s'il est peu varié et cuisiné à la française, est cependant assuré. Une partie des réfugiés rentrent en Espagne, incités par le gouvernement français qui facilite les conditions du retour, mais en décembre, 922 ont préféré rester et sont rassemblés à Dreux et Lucé.

## Économie

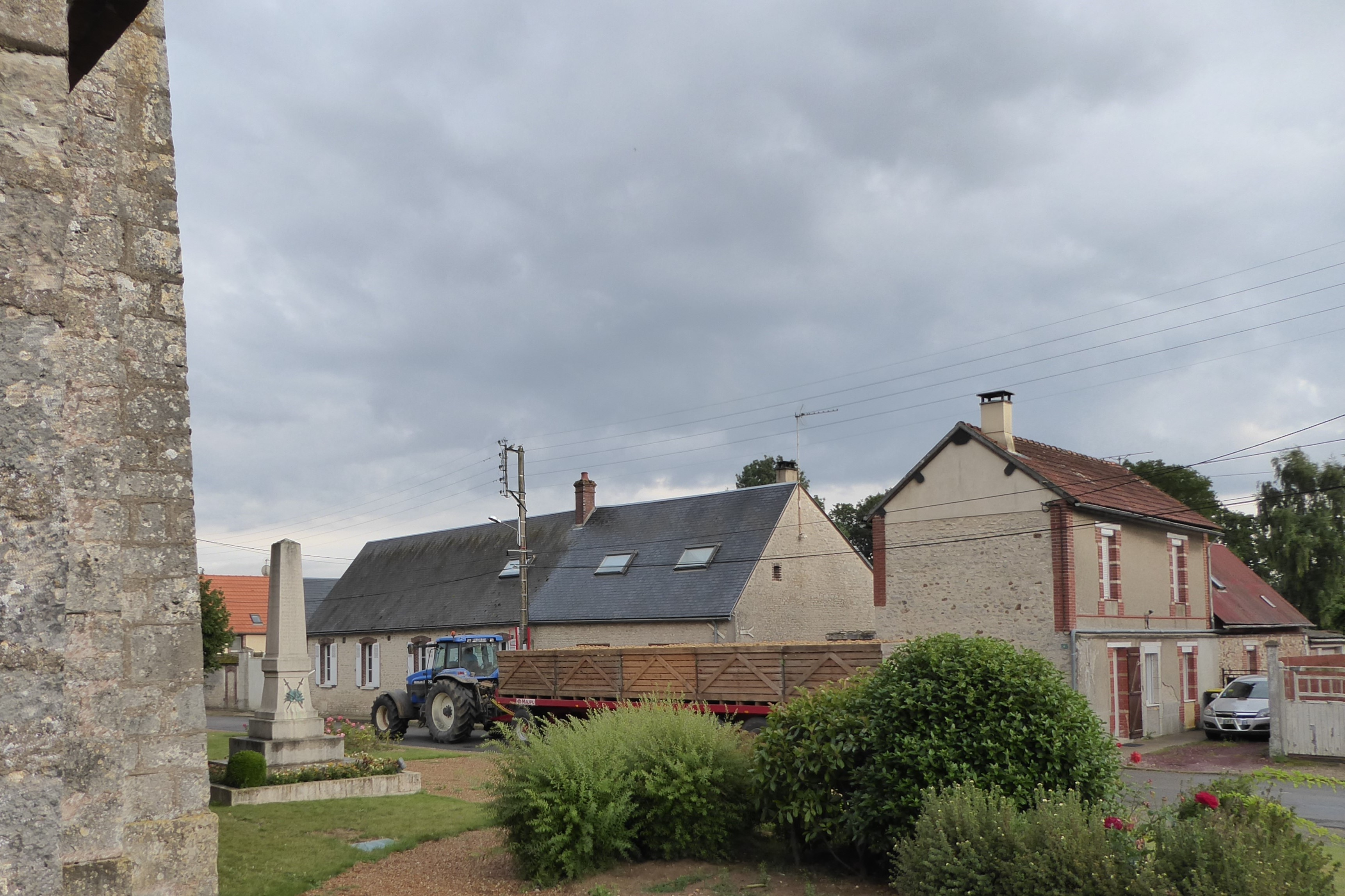
La récolte de pommes de terre.

## Politique et administration

### Liste des maires
| Période   | Période          | Identité         | Étiquette | Qualité |
| --------- | ---------------- | ---------------- | --------- | ------- |
| 1944      | 1971             | Jules Gommier    |           |         |
| 1971      | 1995             | Pierre Levassor  |           |         |
| juin 1995 | mars 2008        | Alain Bigot      |           |         |
| mars 2008 | mars 2014        | Bruno Levassor   |           |         |
| mars 2014 | 31 décembre 2015 | Émilie Guillemin |           | Gérante |

## Population et société

### Démographie
| 1793 | 1800 | 1806 | 1821 | 1831 | 1836 | 1841 | 1846 | 1851 |
| ---- | ---- | ---- | ---- | ---- | ---- | ---- | ---- | ---- |
| 700  | 551  | 559  | 544  | 603  | 649  | 642  | 639  | 637  |

| 1856 | 1861 | 1866 | 1872 | 1876 | 1881 | 1886 | 1891 | 1896 |
| ---- | ---- | ---- | ---- | ---- | ---- | ---- | ---- | ---- |
| 651  | 630  | 658  | 682  | 671  | 658  | 677  | 675  | 637  |

| 1901 | 1906 | 1911 | 1921 | 1926 | 1931 | 1936 | 1946 | 1954 |
| ---- | ---- | ---- | ---- | ---- | ---- | ---- | ---- | ---- |
| 652  | 685  | 646  | 567  | 572  | 529  | 513  | 486  | 479  |

| 1962 | 1968 | 1975 | 1982 | 1990 | 1999 | 2004 | 2008 | 2013 |
| ---- | ---- | ---- | ---- | ---- | ---- | ---- | ---- | ---- |
| 398  | 384  | 321  | 368  | 403  | 421  | 410  | 415  | 437  |

## Culture locale et patrimoine

### Lieux et monuments

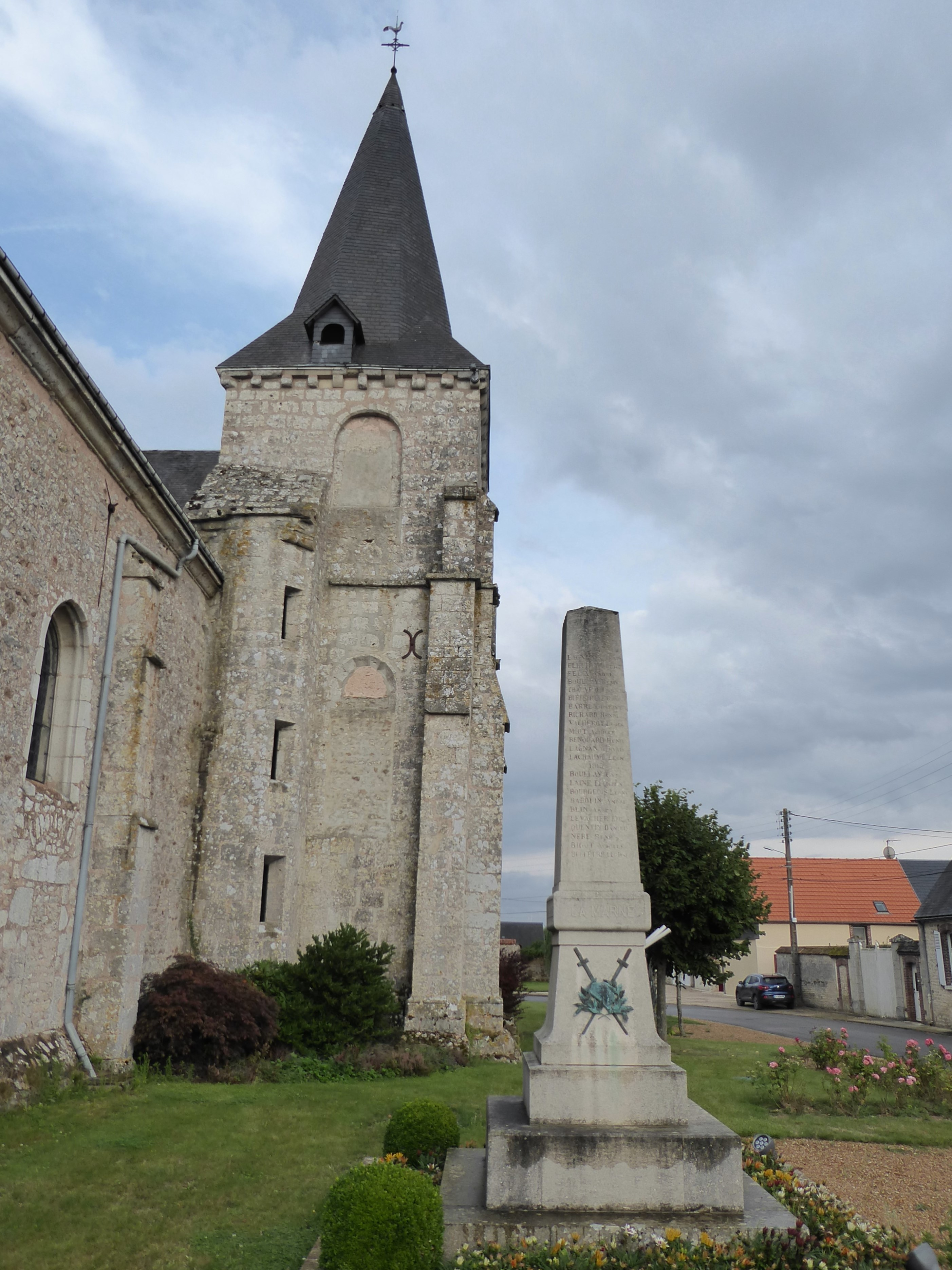
Tour-clocher de l'église Saint-Barthélémy.

- Église Saint-Barthélemy ;
- Monument aux morts.